# Hawke (Mondkrater)
Hawke ist ein Einschlagkrater auf der Mondrückseite.

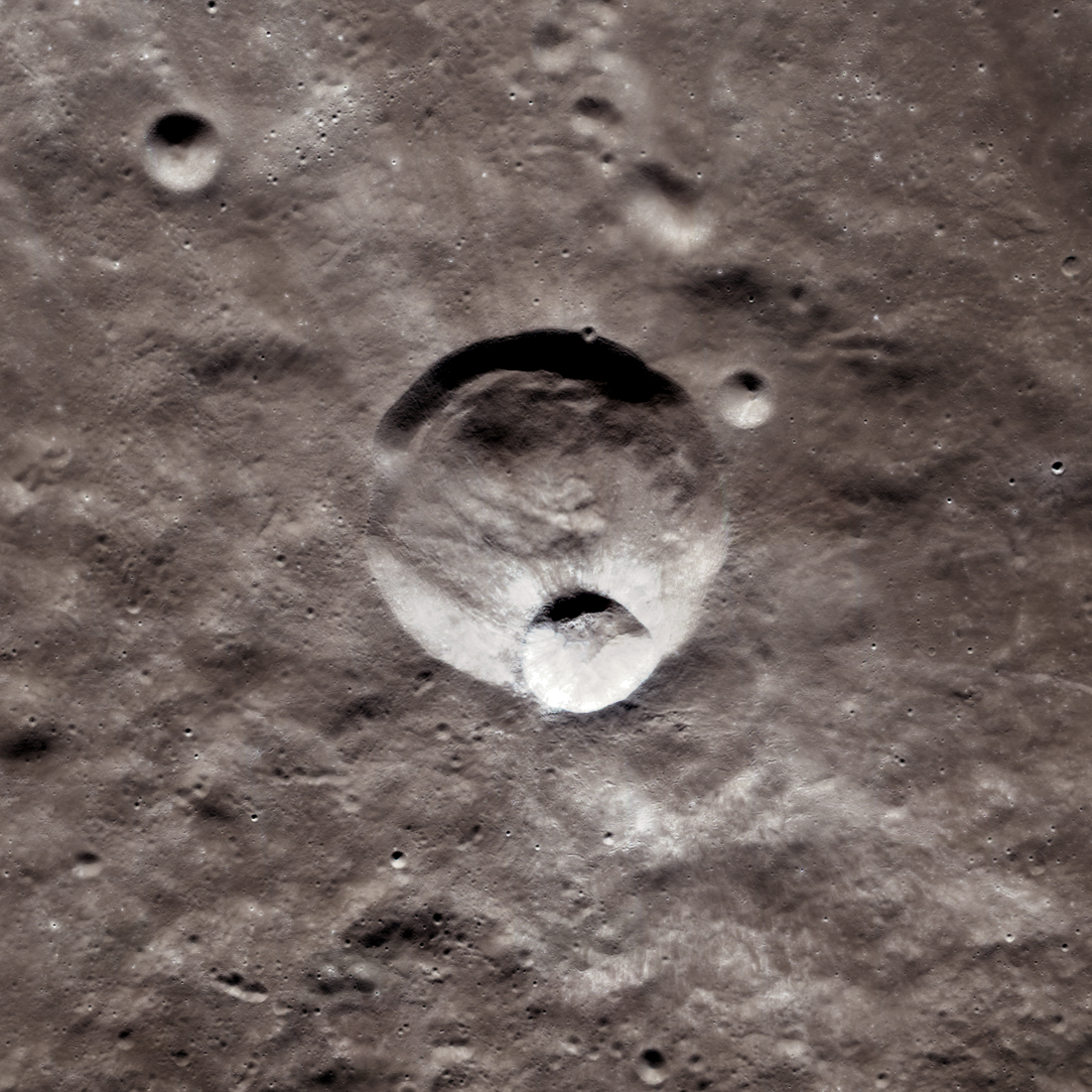
Hawke im Inneren von Grotrian (LRO)

Der Krater Hawke ist ein Einschlag im Süden des inneren Kraterwalls von Grotrian, nördlich des riesigen Kraters Schrödinger. Hawke hat eine hellere Oberfläche und ist Zentrum eines Strahlensystems, was auf ein junges Alter hinweist.
Der Krater wurde 2018 von der IAU offiziell nach dem US-amerikanischen Astronomen  Bernard Ray Hawke benannt.